# Vicente Zeballos
Vicente Zeballos (Tacna, 10 maja 1963) – peruwiański polityk i prawnik. Gubernator prowincji Mariscal Nieto (2003-2006), deputowany do parlamentu reprezentujący Moquegua (2011-2019). Minister spraw wewnętrznych i praw człowieka (2018-2019). Od 30 września 2019 do 15 lipca 2020 premier Peru.